# Fatima El-Idrisi
Fatima Ezzahra El-Idrisi (19 de julio de 1995) es una deportista marroquí que compite en atletismo adaptado. Ganó dos medallas en los Juegos Paralímpicos de París 2024.

## Palmarés internacional
| Juegos Paralímpicos | Juegos Paralímpicos | Juegos Paralímpicos | Juegos Paralímpicos |
| Año                 | Lugar               | Medalla             | Prueba              |
| ------------------- | ------------------- | ------------------- | ------------------- |
| 2024                | París (Francia)     | Medalla de oro      | Maratón T12         |
| 2024                | París (Francia)     | Medalla de plata    | 1500 m T13          |